# .dj
.dj là tên miền Internet cấp cao nhất dành cho quốc gia (ccTLD) của Djibouti. Nó cũng được quảng bá cho những trang liên quan đến âm nhạc do cách sử dụng thông dùng của "DJ" với nghĩa disc jockey. Một dự án đang được phát triển để sử dụng nó như "Data Journals" (Báo chí Dữ liệu). Tuy nhiên, TLD này chưa cho thấy sự phổ biến cho đến nay.